# Baveno
Baveno is een gemeente in de Italiaanse provincie Verbano-Cusio-Ossola (regio Piëmont) en telt 4741 inwoners (31-12-2004). De oppervlakte bedraagt 17,3 km², de bevolkingsdichtheid is 274 inwoners per km². Baveno is de geboorteplaats van Caesar Cardini, de uitvinder van de caesarsalade.

## Demografie
Baveno telt ongeveer 2258 huishoudens. Het aantal inwoners steeg in de periode 1991-2001 met 1,0% volgens cijfers uit de tienjaarlijkse volkstellingen van ISTAT.
| Jaar | Inwoneraantal |
| ---- | ------------- |
| 1991 | 4510          |
| 2001 | 4554          |

## Geografie
De gemeente ligt op ongeveer 205 m boven zeeniveau.
Baveno grenst aan de volgende gemeenten: Gravellona Toce, Stresa, Verbania.

## Externe link

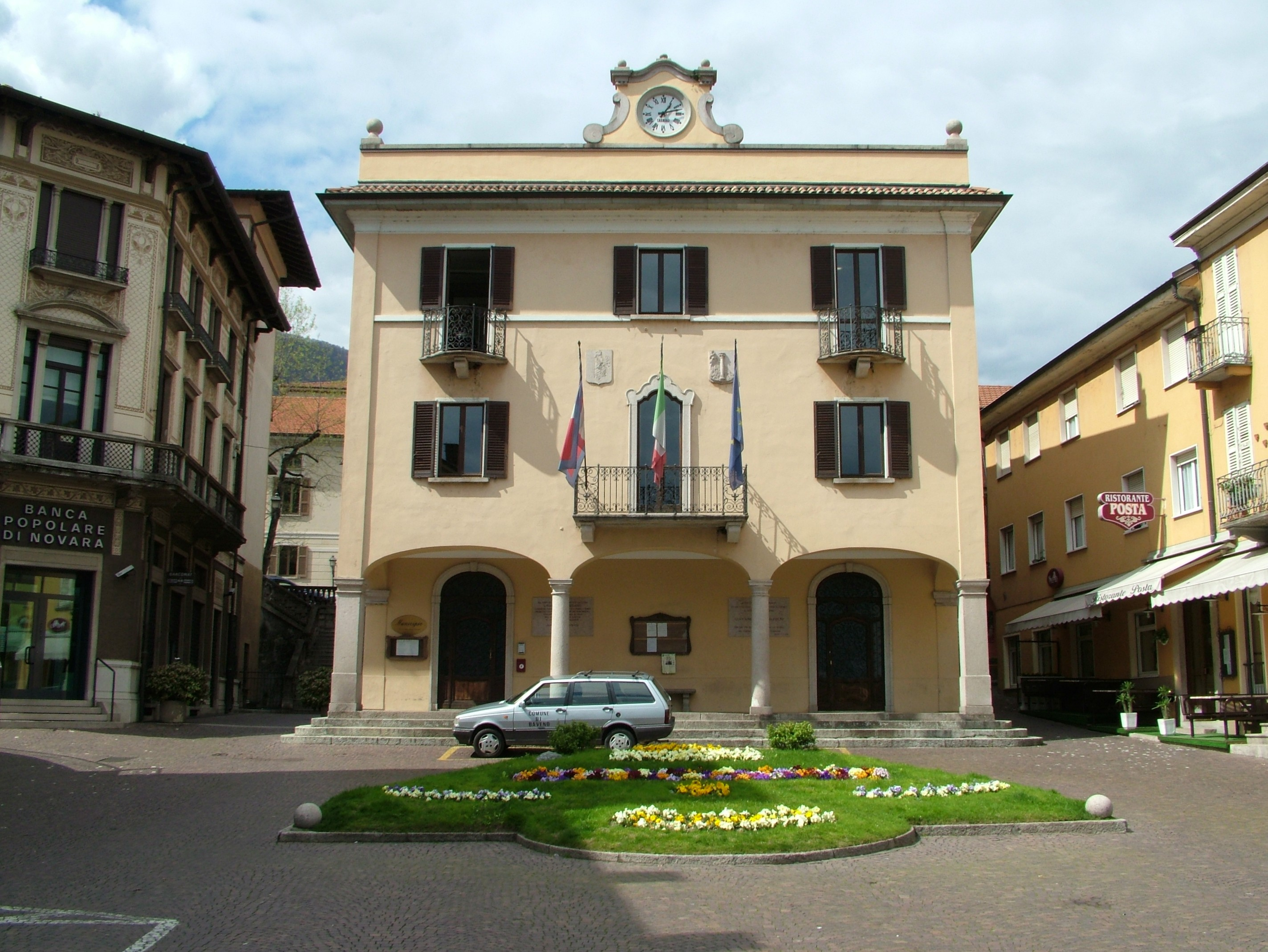
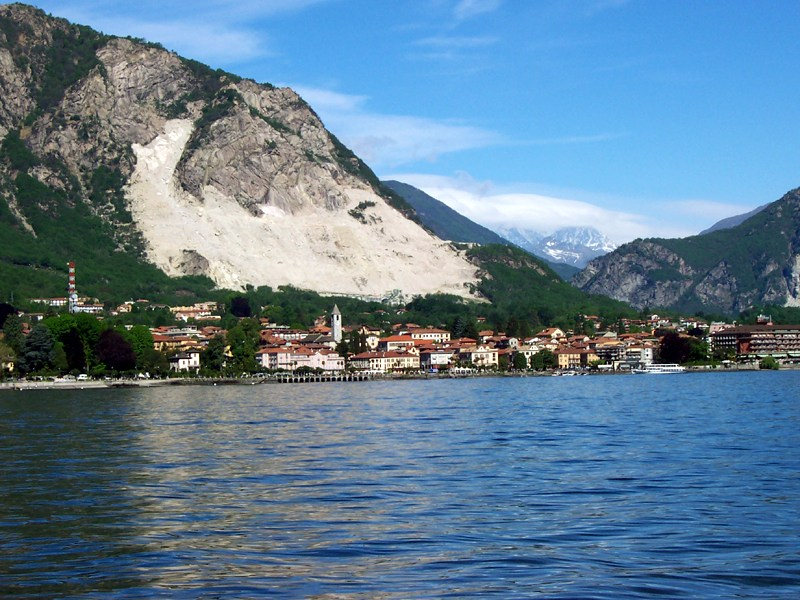
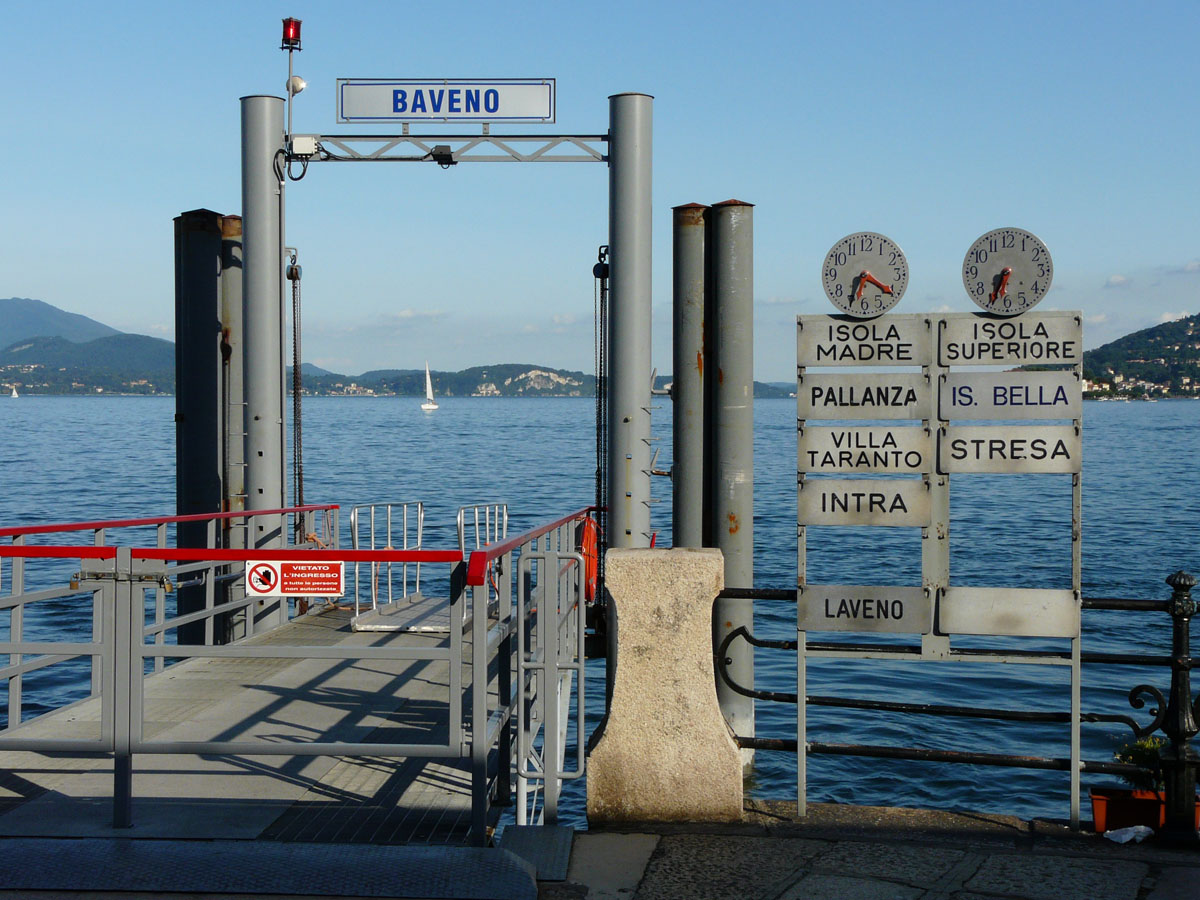
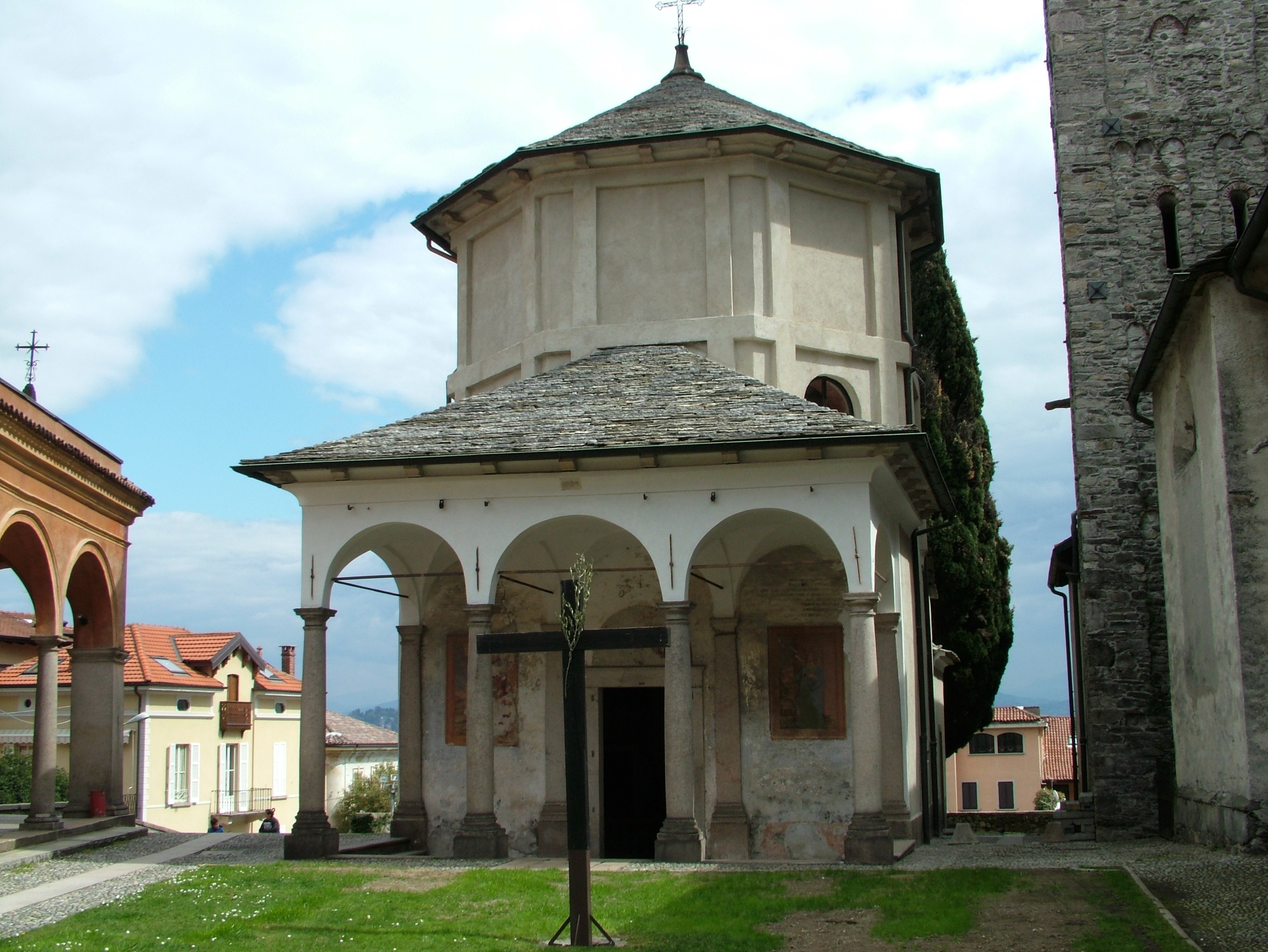